# AFL - Division IV 2021
La AFL Division IV 2021 è la 6ª edizione del campionato di football americano di quinto livello, organizzato dalla AFBÖ.

## Squadre partecipanti
| Club                   | Città             | Stadio | Sponsor ufficiale | Risultato nella stagione 2020 |
| ---------------------- | ----------------- | ------ | ----------------- | ----------------------------- |
| Black Valley Wild      | Payerbach         |        |                   |                               |
| BSK Ravens             | Bischofshofen     |        |                   |                               |
| Ebenfurth Mustangs     | Ebenfurth         |        |                   |                               |
| Huskies Wels           | Wels              |        |                   |                               |
| Klosterneuburg Broncos | Klosterneuburg    |        |                   |                               |
| Mostviertel Bastards   | Ybbs an der Donau |        |                   |                               |
| Predators Steyr        | Steyr             |        |                   |                               |
| Vikings Super Seniors  | Vienna            |        |                   |                               |

## Stagione regolare

### Calendario

#### 1ª giornata
| Ebenfurth 28 agosto 2021, ore 15:00 | Ebenfurth Mustangs | 26 – 12 (14-6 6-0 6-0 0-6) referto | Klosterneuburg Broncos | Mustangs Ranch |

| Vienna 28 agosto 2021, ore 17:00 | Vikings Super Seniors | 10 – 8 (3-0 0-2 0-6 7-0) referto | Black Valley Wild | Sportzentrum Ravelin |

| Sarling 29 agosto 2021, ore 14:00 | Mostviertel Bastards | 6 – 30 (6-14 0-3 0-6 0-7) referto | Huskies Wels | Danube-Field |

| Bischofshofen 29 agosto 2021, ore 15:00 | BSK Ravens | 25 – 19 (0-0 9-6 3-7 13-6) referto | Predators Steyr | BSK-1933 |

#### 2ª giornata
| Wels 4 settembre 2021, ore 14:00 | Huskies Wels | 13 – 7 (0-0 6-7 0-0 7-0) referto | BSK Ravens | Huskies Arena |

| Ebenfurth 4 settembre 2021, ore 14:00 | Ebenfurth Mustangs | 7 – 14 (0-0 0-6 0-0 7-8) referto | Black Valley Wild | Mustangs Ranch |

| Klosterneuburg 4 settembre 2021, ore 16:00 | Klosterneuburg Broncos | 24 – 30 referto | Vikings Super Seniors | Broncos Field |

| Steyr 5 settembre 2021, ore 14:00 | Predators Steyr | 31 – 21 referto | Mostviertel Bastards | LAC Steyr |

#### 3ª giornata
| Wels 11 settembre 2021, ore 14:00 | Huskies Wels | 9 – 3 (7-0 2-3 0-0 0-0) referto | Predators Steyr | Huskies Arena |

| Vienna 11 settembre 2021, ore 16:00 | Vikings Super Seniors | 42 – 14 (14-0 7-7 14-7 7-7) referto | Ebenfurth Mustangs | Sportzentrum Ravelin |

| Gloggnitz 12 settembre 2021, ore 15:00 | Black Valley Wild | 30 – 9 (7-7 16-0 0-2 7-0) referto | Klosterneuburg Broncos | Alpenstadion Gloggnitz |

#### 4ª giornata
| Steyr 25 settembre 2021, ore 14:00 | Predators Steyr | 0 – 20 (0-3 0-7 0-0 0-10) referto | Huskies Wels | LAC Steyr |

| Ebenfurth 25 settembre 2021, ore 16:00 | Ebenfurth Mustangs | 39 – 21 referto | Vikings Super Seniors | Mustangs Ranch |

| Klosterneuburg 25 settembre 2021, ore 16:00 | Klosterneuburg Broncos | 7 – 24 (7-0 0-14 0-3 0-7) referto | Black Valley Wild | Broncos Field |

| Bischofshofen 26 settembre 2021, ore 15:00 | BSK Ravens | 24 – 8 (0-0 6-0 1-0 17-8) referto | Mostviertel Bastards | BSK-1933 |

#### 5ª giornata
| Wels 2 ottobre 2021, ore 14:00 | Huskies Wels | 37 – 7 (7-0 7-7 20-0 3-0) referto | Mostviertel Bastards | Huskies Arena |

| Steyr 2 ottobre 2021, ore 14:00 | Predators Steyr | 18 – 15 referto | BSK Ravens | LAC Steyr |

| Klosterneuburg 2 ottobre 2021, ore 16:00 | Klosterneuburg Broncos | 20 – 35 (7-0 0-28 6-0 7-7) referto | Ebenfurth Mustangs | Broncos Field |

| Gloggnitz 3 ottobre 2021, ore 15:00 | Black Valley Wild | 16 – 0 (6-0 0-0 0-0 10-0) referto | Vikings Super Seniors | Alpenstadion Gloggnitz |

#### 6ª giornata
| Vienna 9 ottobre 2021, ore 15:00 | Vikings Super Seniors | 20 – 22 (0-0 7-3 7-7 6-12) referto | Klosterneuburg Broncos | Sportzentrum Ravelin |

| Sarling 10 ottobre 2021, ore 14:00 | Mostviertel Bastards | 14 – 7 (0-7 8-0 6-0 0-0) referto | Predators Steyr | Danube-Field |

| Bischofshofen 10 ottobre 2021, ore 15:00 | BSK Ravens | 6 – 20 (6-20 0-0 0-0 0-0) referto | Huskies Wels | BSK-1933 |

| Gloggnitz 10 ottobre 2021, ore 15:00 | Black Valley Wild | 20 – 24 (0-7 10-14 7-0 3-3) referto | Ebenfurth Mustangs | Alpenstadion Gloggnitz |

#### Recuperi 1
| Sarling 16 ottobre 2021, ore 14:00 | Mostviertel Bastards | 12 – 7 (0-7 6-0 6-0 0-0) referto | BSK Ravens | Danube-Field |

### Classifiche
Le classifiche della regular season sono le seguenti:
- PCT = percentuale di vittorie, G = partite giocate, V = partite vinte,  P = partite perse, PF = punti fatti, PS = punti subiti

#### Conference A
| Pos. | Squadra              | PCT   | G | V | N | P | PF  | PS  |
| ---- | -------------------- | ----- | - | - | - | - | --- | --- |
| 1    | Huskies Wels         | 1.000 | 6 | 6 | 0 | 0 | 129 | 29  |
| 2    | BSK Ravens           | .333  | 6 | 2 | 0 | 4 | 84  | 90  |
| 3    | Predators Steyr      | .333  | 6 | 2 | 0 | 4 | 78  | 104 |
| 4    | Mostviertel Bastards | .333  | 6 | 2 | 0 | 4 | 68  | 136 |

#### Conference B
| Pos. | Squadra                | PCT  | G | V | N | P | PF  | PS  |
| ---- | ---------------------- | ---- | - | - | - | - | --- | --- |
| 1    | Black Valley Wild      | .667 | 6 | 4 | 0 | 2 | 112 | 57  |
| 2    | Ebenfurth Mustangs     | .667 | 6 | 4 | 0 | 2 | 145 | 129 |
| 3    | Vikings Super Seniors  | .500 | 6 | 3 | 0 | 3 | 123 | 123 |
| 4    | Klosterneuburg Broncos | .167 | 6 | 1 | 0 | 5 | 94  | 165 |

## Playoff

### Tabellone
|  | Semifinali | Semifinali         | Semifinali |                   |    | VI Mission Bowl | VI Mission Bowl | VI Mission Bowl |  |
|  |            |                    |            |                   |    |                 |                 |                 |  |
|  | 1A         | Huskies Wels       | 20         |                   |    |                 |                 |                 |  |
|  | 1A         | Huskies Wels       | 20         |                   |    |                 |                 |                 |  |
|  | 2B         | Ebenfurth Mustangs | 7          |                   |    |                 |                 |                 |  |
|  | 2B         | Ebenfurth Mustangs | 7          |                   | 1A | Huskies Wels    | 6               |                 |  |
|  |            |                    |            |                   | 1A | Huskies Wels    | 6               |                 |  |
|  |            |                    | 1B         | Black Valley Wild | 14 |                 |                 |                 |  |
|  | 1B         | Black Valley Wild  | 1B         | Black Valley Wild | 14 | 41              |                 |                 |  |
|  | 1B         | Black Valley Wild  |            |                   |    |                 |                 |                 |  |
|  | 2A         | BSK Ravens         | 34         |                   |    |                 |                 |                 |  |

### Semifinali
| Wels 24 ottobre 2021, ore 14:00 | Huskies Wels | 20 – 7 (7-0 0-0 0-7 13-0) referto | Ebenfurth Mustangs | Huskies Arena |

| 24 ottobre 2021, ore 14:00 | Black Valley Wild | 41 – 34 (7-6 14-14 20-0 0-14) referto | BSK Ravens |  |

### VI Mission Bowl
| Wels 6 novembre 2021, ore 14:00 | Huskies Wels | 6 – 14 | Black Valley Wild | Huskies Arena |

## Verdetti
- Black Valley Wild Vincitori dell'AFL Division IV 2021